# Conacul lui Stremiadi
Conacul lui Stremiadi este o clădire amplasată în Șofrîncani, raionul Edineț, Republica Moldova. Este un monument arhitectural de importanță națională inclus în Registrul monumentelor Republicii Moldova ocrotite de stat cu nr. 1000 (raionul Edineț). Datează din anii 1870.